# I Don't Wanna Be Me
"I Don't Wanna Be Me" es una canción de Type O Negative . Es la segunda pista del sexto álbum de estudio de la banda, Life Is Killing Me (2003), y fue lanzado como sencillo promocional el mismo año. Contrariamente al estilo gothic metal y doom metal de las otras canciones de la banda, "I Don't Wanna Be Me" a menudo se considera una canción de Post-punk .

## Estilo
La canción tiene influencias de varios géneros incluyendo el Punk rock, hard rock, post-punk, pop rock, rock gótico, rock alternativo, new wave, dark wave, dance-rock y dance-punk. 
Kerrang! describió la canción como "un himno sarcástico y lleno de energía al odio hacia uno mismo, agitando el dedo medio en sus propias caras tanto como en las de los demás", notando una influencia del "punk pegadizo de la vieja escuela [...] A veces, incluso recuerda el glorioso ataque head-down thrash de la anterior banda de Peter, la controvertida Carnivore".
Sobre la letra de la canción, el guitarrista Kenny Hickey ha afirmado que la letra de la canción del líder Peter Steele era autobiográfica: "En ese momento, Peter [...] no estaba muy bien, en cuanto a su salud. Se estaba cansando de las adicciones y de la vida, de ahí el título, No quiero ser yo. Ya no quería ser Pete". Hickey también señaló que la canción, inusualmente simple y rápida para los estándares de la banda, fue escrita en respuesta a su frustración con los complejos arreglos de varias partes habituales de Steele.

## Video musical
El video musical de la canción presenta al actor Dan Fogler, quien se viste como numerosas celebridades diferentes, incluidas Marilyn Monroe, Michael Jackson, Britney Spears, Eminem, así como el mismo líder Steele.

## Popularidad
"Life Is Killing Me" alcanzó el puesto 38 en la lista Active Rock de Billboard . 

## Legado
"I Don't Wanna Be Me" fue versionada por la banda europea de death metal Meridian Dawn para su lanzamiento debut de 2014, The Mixtape. Más tarde, Trivium hizo una versión de la canción y se lanzó como un sencillo dividido de 7 " con la grabación original de Type O Negative para Record Store Day 2018.
La revista de metal Kerrang! clasificó en 2018 la canción en el puesto número 4 en su lista retrospectiva de las 13 mejores canciones de la banda, y la describió como «probablemente la mejor de todas las canciones de ritmo rápido en su arsenal».
Los primeros dos segundos de retroalimentación de guitarra y arranque de batería en "I Don't Wanna Be Me" se muestrean y se escuchan con frecuencia en la estación Liberty Rock Radio del videojuego Grand Theft Auto IV.